# Lazer Team 2
Lazer Team 2 è un film del 2017 diretto da Daniel Fabelo e Matt Hullum.
Il film, sequel di Lazer Team (2015), segue la squadra mentre cercano il loro amico scomparso Woody.
Il film è uscito il 13 novembre 2017 nelle sale e il 22 novembre 2017 su YouTube Red.

## Trama
Quattro anni dopo gli eventi del film precedente, il D.E.T.I.A. ha quasi perso il suo finanziamento e quasi tutti sono stati lasciati andare. Anche il Lazer Team è stato sciolto, poiché i quattro eroi non funzionano bene insieme. Woody è l'unico membro da riassegnare. Lui, insieme all'assistenza di Maggie Whittington, ha tentato di creare una frattura nello spazio, dopo aver ricevuto una trasmissione sconosciuta. Una volta perfezionata la spaccatura, Woody viene preso da un essere alieno. Il suo casco è l'unico rimasto. Quattro mesi dopo, il maggiore Evelyn Kilbourne è ora a capo del D.E.T.I.A. e dichiara che qualsiasi progetto associato a Lazer Team deve essere chiuso. Questo annuncio fa arrabbiare Maggie, che è determinata a non lasciare Woody perduto per sempre. Quando il suo laboratorio viene ripulito, Maggie ruba un dispositivo chiamato traslocatore e si mette alla ricerca dei restanti membri del Team Lazer.
Con il team diviso, Herman ha capitalizzato la sua fama sotto forma di marketing e commercializzazione; Zach possiede e gestisce un'attività di rimozione dei peli "lazer" nel tentativo di riconquistare la sua ex ragazza, Mindy; Hagan soffre di depressione, poiché sente che la sua vita ha raggiunto il picco e in realtà vuole che la squadra si formi di nuovo. Maggie è in grado di riunire i tre a casa di Hagan e spiega la situazione. Mentre Hagan accetta prontamente, Herman e Zach sono meno entusiasti. La squadra si intrufola nella base dove, sono in grado di riaprire temporaneamente la spaccatura. Tuttavia, Kilbourne interviene e li combatte. Entrano tutti nel portale prima che si chiuda con Kilbourne che sviene. I quattro scoprono di essere su un'astronave aliena, da qualche parte nello spazio profondo. Anche Maggie si rende conto che, dato che troppe persone hanno attraversato la spaccatura, il traslocatore è fuori uso. Non perdendo tempo, strisciano attraverso le prese d'aria per evitare il rilevamento. Maggie viene immediatamente presa dalla creatura che rapisce Woody, e il resto della squadra fugge dall'altra parte. Dopo essere usciti dalle prese d'aria, i tre vengono catturati e imprigionati da figure ammantate. Si rivelano essere gli Antareni. Il loro leader, Arklosh, continua a nutrire rancore per la precedente vittoria del Lazer Team.
Gli Antariani li trasferiscono in una prigione bianca, che è una delle infinite celle contenenti precedenti campioni negli anni. Prima che possano andare nel panico, Woody arriva e li salva. Senza il suo elmetto, sembra che la sua intelligenza sia diminuita. Li porta in uno scompartimento della nave, dove si trova Maggie. Si sveglia, ma è sconvolta dal fatto che Woody non sia quello che conosce. La creatura che aveva rapito i due si rivela. Woody lo presenta come Doulos, il custode dei "Giochi Galattici" e l'unico resto della specie Ludon, che è stato reso schiavo sulla nave per molti anni. Spiega che quando la squadra sconfisse gli Antareni, fece sì che gli alieni spazzarono via pianeta dopo pianeta, temendo che altri campioni si sarebbero ribellati contro di loro. Rivelando che ha riunito la squadra per finire quello che hanno iniziato, conduce i cinque a un centro di controllo dove risiede una tuta potenziata sperimentale. La squadra non è disposta e Doulos esorta la squadra a mettere i pezzi, tuttavia viene ucciso da Kilbourne prima che possa convincerli. Rivela che è la sorella del precedente campione, Adam, e ora sta lavorando con gli Antarean, dato che è sempre stata gelosa. Una volta che la squadra è in una cella di attesa, si prepara a ricevere i pezzi per distruggere la Terra.
Quando la nave arriverà finalmente sulla Terra, la squadra realizzerà i suoi errori non aiutando Doulos. Uccidono due guardie prima di tornare di soppiatto al centro di controllo. Segue una battaglia e il Lazer Team acquisisce l'armatura potenziata. Di nuovo sulla Terra, l'ufficiale Vandenbloom nota che molte navi antareane si stanno dirigendo verso il pianeta. Con l'aiuto di Mindy e 'Mr. Scientist' , è in grado di respingere la maggior parte delle navi usando una torretta progettata dal D.E.T.I.A. Tornati sulla nave, i cinque sono in grado di uccidere Kilbourne, con l'aiuto di un altro campione che Woody ha lasciato uscire, e prendere il traslocatore. Si imbarcano su una piccola nave e, usando il dispositivo, sono in grado di distruggere la nave madre degli Antareani e tornare a casa.
Con la Terra salvata ancora una volta, la squadra mantiene i contatti l'uno con l'altro. Facendo un picnic, Woody e Maggie rivelano i loro sentimenti l'uno per l'altro. Scoprono un piccolo bottone sul suo elmetto che lo contrasta e il bacio.

## Produzione
Il 5 agosto 2016, Burnie Burns e Gavin Free hanno annunciato un sequel, intitolato, Lazer Team 2.
A dicembre 2016, Matt Hullum ha confermato che Rooster Teeth aveva l'intenzione di girare Lazer Team 2 a fine primavera in Texas, seguito dal rilascio nel 2017.
Daniel Fabelo sarà co-regista del sequel con Hullum. Anche Nichole Bloom e Victoria Pratt si unirono al cast.
Le riprese del sequel sono terminate nel mese di aprile del 2017. Il 25 agosto 2017 è stato confermato che la sceneggiatura era stata scritta da Burns, Hullum e Fabelo.